# 武仙座V642
武仙座V642，又名BD+14 3279，HD 159354、SAO 102918、HR 6543，是武仙座的一颗恒星，视星等为6.48，位于銀經38.03，銀緯23.77，其B1900.0坐标为赤經17h 29m 10.4s，赤緯+14° 23.77′ 46″。